# Muscicapa comitata
Muscicapa comitata е вид птица от семейство Muscicapidae.

## Разпространение
Видът е разпространен в Ангола, Бурунди, Габон, Гана, Гвинея, Екваториална Гвинея, Камерун, Република Конго, Демократична република Конго, Кот д'Ивоар, Либерия, Нигерия, Сиера Леоне, Судан, Того, Уганда, Централноафриканската република и Южен Судан.